# پلاتیسراتوپس
پلاتیسراتوپس (نام علمی: Platyceratops) نام یک سرده از راسته پرنده‌کفلان است.